# Яномамё (язык)
Яномамё (Cobari Kobali, Cobariwa, Guaharibo, Guaica, Guajaribo, Shaathari, Shamatari, Shamatri, Yanomae, Yanomame, Yanomami, Yanomamö) — один из самых многочисленных из нескольких близкородственных языков, на котором говорит народ яномамо на территории рек Ориноко-Мавака в Венесуэле. На восточном диалекте (парима) говорят в горах Парима, восточнее реки Батау; западный диалект (падамо-ориноко) распространён в бассейне реки Падамо, в районах рек Верхняя Ориноко, Манавиче и Окамо, южнее реки Ориноко истоков рек Кауабури и Маранья, в крупных деревнях южной территории реки Сиапа в Бразилии, а также в верхних притоках реки Негро штата Амазонас в Бразилии. Большинство носителей одноязычны. Для описания грамматики языка см. статью Яномамские языки.